# Café Eiles

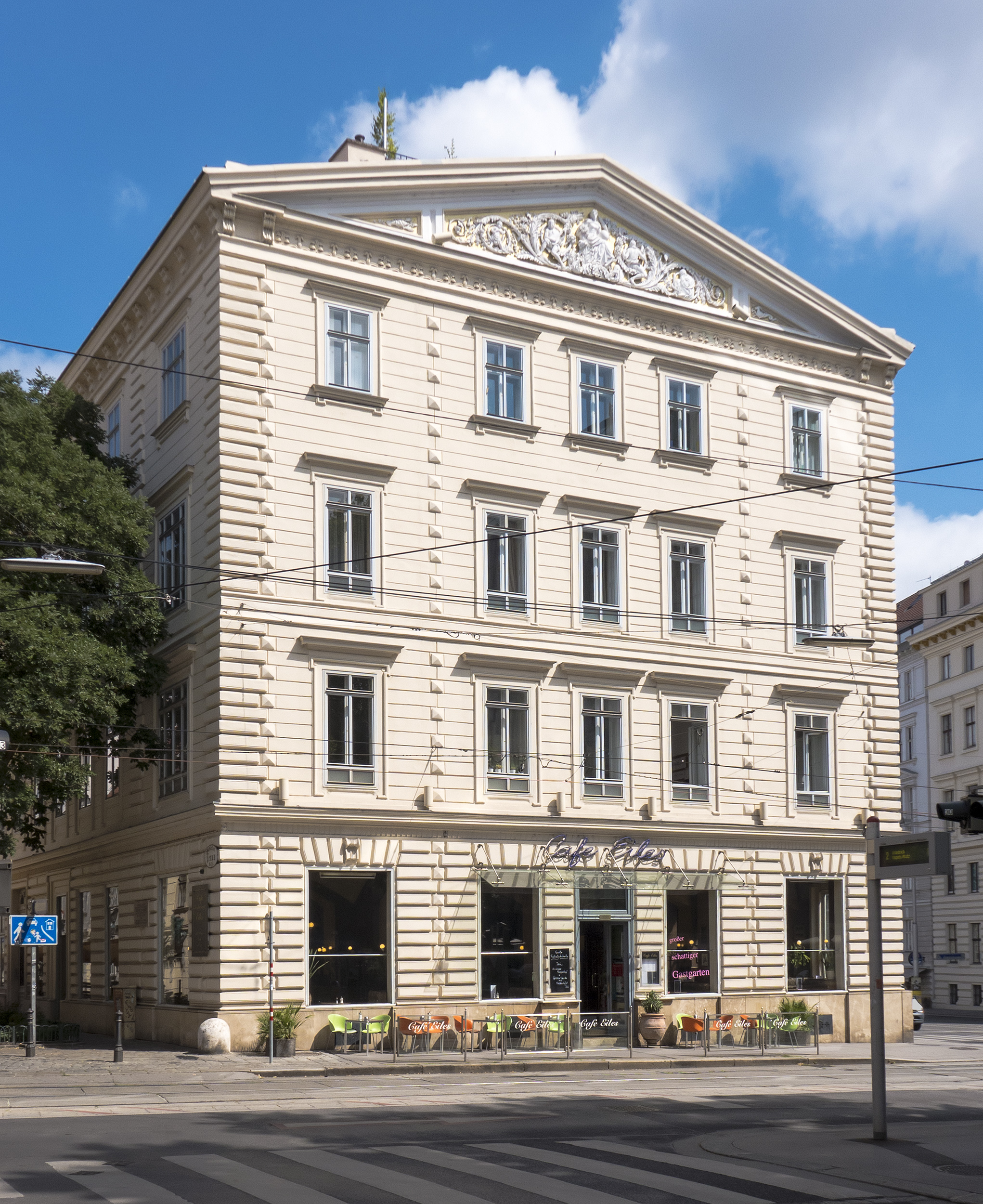
Café Eiles

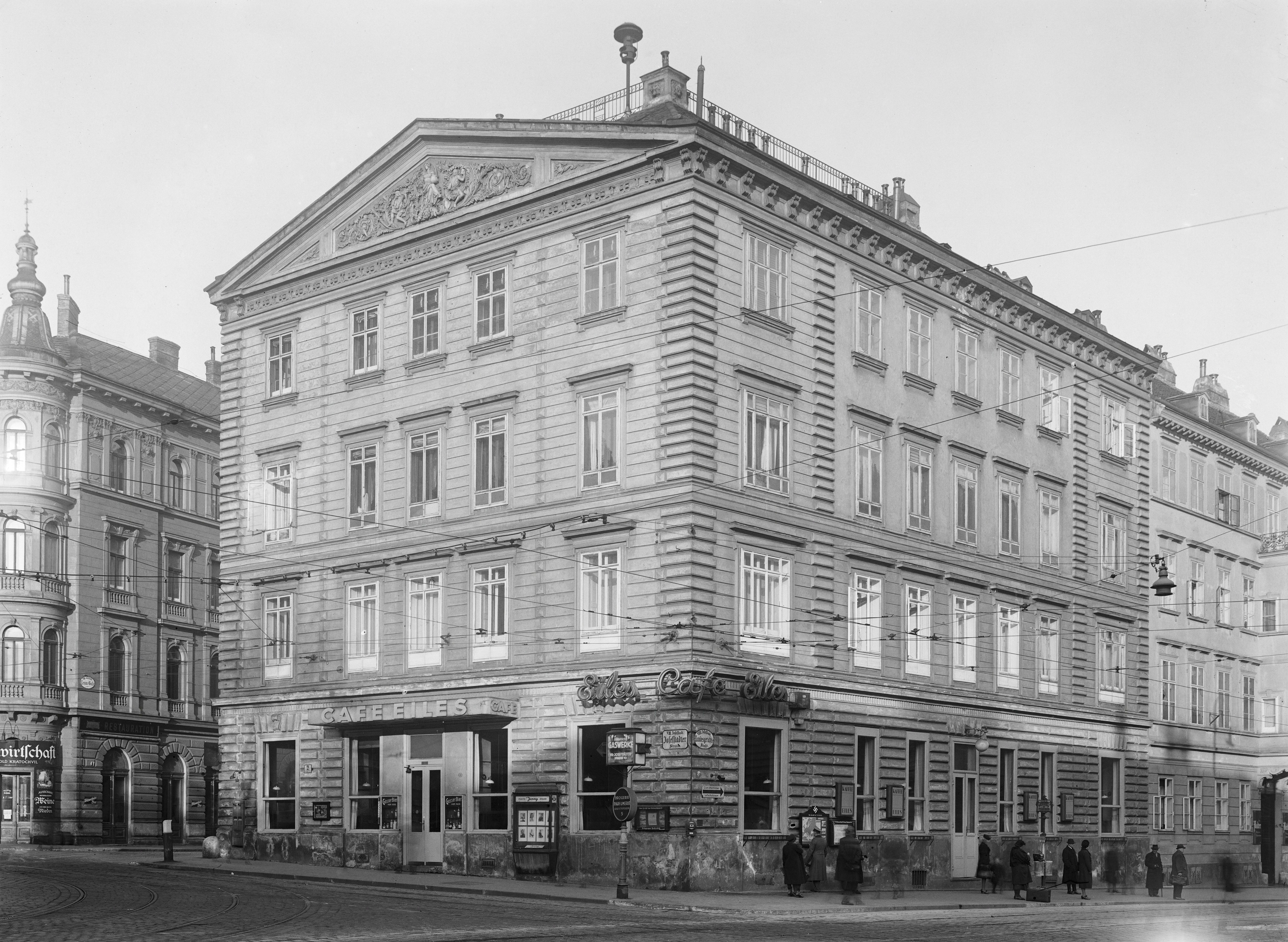
Café Eiles někdy mezi lety 1938 a 1944

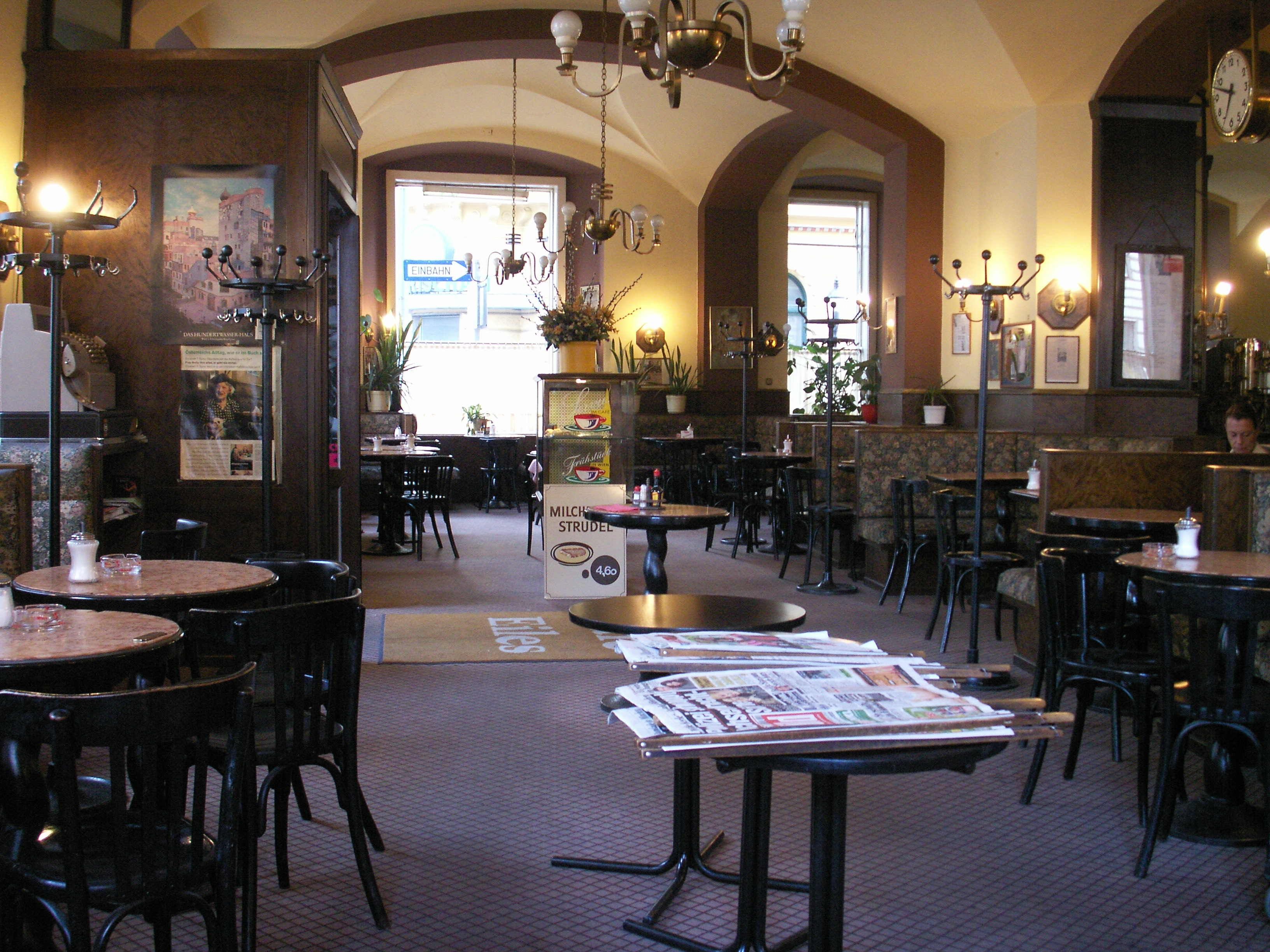
Interiér kavárny

Café Eiles je tradiční vídeňská kavárna nacházející se v městském obvodu Josefstadt na rohu ulic Josefstädter Straße 2 a Landesgerichtsstraße. V blízkém okolí kavárny se nachází budova rakouského parlamentu, vídeňská radnice, josefstadtské divadlo či Burgtheater.
První kavárnou na této adrese bylo ve své době oblíbené Café Motéle, které se sem přestěhovalo z domu na Am Glacis 209 (dnes roh ulic Auerspergstraße 3 a Trautsongasse 2) a dne 15. listopadu 1840 otevřelo v nově postaveném domě na Josefstädter Straße 2. Mezi stálé hosty této kavárny v té době patřili mj. spisovatelé Ferdinand Sauter a Wenzel Messenhauser. Dramatik a básník Friedrich Hebbel bydlel v letech 1846–1850 v jednom z bytů tohoto domu. K populárním hrám hraným v kavárně patřily kromě kulečníku zejména taroky.
V roce 1901 tento podnik převzal a 15. září 1901 po rekonstrukci znovu otevřel Fritz Eiles. Kromě jména kavárny se změnil rovněž interiér, neboť nový majitel jej nechal Adolfem Tremmelem adaptovat do secesního stylu (Jugendstil). V červenci 1934 bylo Café Eiles spojeno s nacionálně socialistickými kruhy, které se neúspěšně pokusily ve Vídni o puč. V 50. letech 20. století se zde scházela skupina vědců kolem Augusta von Loehra a Rudolfa Geyera. Café Eiles zmiňuje ve svém románu Hahn-Hahn grófnő pillantása (1992) maďarský spisovatel Péter Esterházy.
V roce 2015 kavárnu koupili Gert a Nana Kunzeovi, po citlivé renovaci, která zachovala autentický ráz interiéru, se kavárna v roce 2016 opět otevřela.